# 水野恵 (篆刻)
水野恵（みずの けい、男性、1931年1月（昭和6年） - ）は日本の篆刻家。京都生まれ。

## 略歴
祖父栄次郎、父東洞ともに篆刻家である。
幼い頃から父の師河井章石に薫陶を受ける。京都府立大学文芸学科卒業後は、書を木村陽山に、篆刻は園田湖城に就いて学んだ。家業を継ぎ「鮟鱇屈」の主となる。この屋号は祖父の代に江戸時代からの御用印判司の屋号を引き継いだもの。俳句や水彩画も手掛け、篆刻・書とともに文人として四絶を目指す。元佛教大学四条センター篆刻講座講師。著書多数。
現在、後継者育成のため篆刻と書の塾「辵爾林（ちゃくじりん）」を主宰。年に一度、社中の篆刻と書の展覧会「辵展」を京都の「ギャラリーみすや」で開催している。

## 著書
- 『日本篆刻物語　はんこの文化史』芸艸堂、2002年、ISBN 4753801926。
- 『印章篆刻のしおり』芸艸堂
- 『古漢字典』光村推古書院
- 『古塔水煙集』学生社